# Anton Endres
Anton Endres (* 3. Juni 1909 in Grünenbaindt; † 28. Mai 1946 in Landsberg am Lech) war ein deutscher SS-Oberscharführer und als SS-Sanitätsdienstgrad im KZ Dachau und KZ Majdanek eingesetzt.

## Leben
Endres, verheiratet und Vater dreier Kinder, wurde am 7. September 1939 zur Waffen-SS eingezogen und zeitgleich im KZ Dachau eingesetzt. Dort absolvierte er einen qualifizierenden Lehrgang bis zu einem Autounfall im November 1939, dem sich ein längerer Krankenhausaufenthalt anschloss. Danach war er in Oranienburg, wahrscheinlich in der Inspektion der Konzentrationslager, tätig. Von Dezember 1940 bis zum Juni 1941 fungierte er als SS-Sanitätsdienstgrad des Truppenarztes und war für die medizinische Versorgung der Wachmannschaften am Standort Dachau verantwortlich. Danach übernahm er zusätzlich Aufgaben im Häftlingskrankenbau des KZ Dachau bis zum Mai 1942. Seine direkten Vorgesetzten waren Enno Lolling und anschließend Waldemar Wolter. Seine Aufgaben umfassten eigenen Angaben zufolge neben der „Pflege“ der Patienten die Abwicklung des Briefverkehrs, der Orderung von Medikamenten und auch die Überwachung der sanitären Verhältnisse in den Krankenbauen. Endres soll den gefürchteten Revierkapo Josef Heiden im Häftlingskrankenbau, obwohl dessen Vorgesetzter, bei pseudomedizinischen Behandlungen und auch Gewalttaten an Häftlingen unterstützt haben:
„Kapo Heiden befahl den Gefangenen sich auf den Untersuchungstisch zu legen und gab ihnen eine leichte Dosis Betäubungsmittel. Wenn der Gefangene nach Heidens Meinung simuliert, was nach der Meinung Heidens von einem Aufwachen aus der leichten Betäubung unterschieden werden konnte, schlugen sie [Heiden und Endres] ihn mit nassen Handtüchern. Dann wickelten sie den Patienten in schwere wollene Decken ein und stellten ihn drei bis vier Stunden unter eine kalte Dusche. Die Wolldecken saugten sich voll und der Patient starb an hohem Fieber und Unterkühlung.“
Zum 1. April 1942 wurde Endres zum Oberscharführer befördert. Im folgenden Monat wurde er in das KZ Majdanek versetzt, wo er wiederum als SS-Sanitätsdienstgrad mit dem SS-Oberscharführer und SDG Hans Perschon bis zum Juni 1943 tätig war. Gemeinsam mit Erich Mußfeldt wurde Endres Anfang April 1943 kurzzeitig in das KZ Auschwitz abkommandiert. Während Mußfeldt dort die Leichenverbrennung in offenen Gruben kennenlernte, sollte Endres sich „mit der Art der Menschenvernichtung in Gaskammern vertraut machen“. Ab Mitte 1943 war er wiederum als Lagersanitäter in einem Dachauer Außenlager in Augsburg eingesetzt. Im November 1943 wurde Endres verhaftet, weil er Häftlingen unautorisiert das Verlassen des Lagers gestattet hatte. Er wurde deswegen von November 1943 bis zum September 1944 als Untersuchungshäftling in Dachau und Weimar interniert. Danach wurde er als Häftling in das Straflager der SS und Polizei in Dachau eingewiesen, wo er bis zum 30. April 1945 inhaftiert war. Am 20. Mai 1944 wurde Endres aus der SS ausgeschlossen.
Danach wurde er von US-Army weiterhin interniert. Am 15. November 1945 wurde Endres im Dachau-Hauptprozess, der im Rahmen der Dachauer Prozesse stattfand, als Kriegsverbrecher von einem US-amerikanischen Militärgericht angeklagt und am 13. Dezember 1945 mit 35 weiteren Mitangeklagten zum Tod durch den Strang verurteilt. Beim Urteil wurden als individuelle Exzesstaten bei Endres die schwere Misshandlung von Häftlingspatienten, die zweimalige Teilnahme an Exekutionen und die Tötung eines Häftlings durch eine Injektion berücksichtigt. Das Urteil wurde am 28. Mai 1946 in dem Kriegsverbrechergefängnis Landsberg vollstreckt.